# NGC 948
NGC 948 je galaksija u zviježđu Kit.

## Vanjske poveznice
- SEDS: NGC 948